# Ибрахим Бабангида
Ибрахим Бадамаси Бабангида (енгл. Ibrahim Badamasi Babangida; Мина, 17. август 1941) био је војни вођа Нигерије од 27. августа 1985. до 27. августа 1993. године, који је вршио функцију осмог председника Нигерије.

## Биографија
Рођен је у граду Мина, Нигерија, у исламској породици. Потиче из етничке групе Гвари. Нигеријској војсци прикључио се 10. децембра 1962. и до 1983. досегао чин генерал-мајора.
Био је на управљачкој функцији током Обасанџове војне власти (1976–1979). Након што је Друга Нигеријска Република срушена 1983. године, а Шеху Шагари је замењен генералом Мухамадуом Бухаријем, и ту је Бабангида нашао своје место. Режим генерала Бухарија срушио је у ненасилном пучу 1985. године, обећавши промене и повратак демократској и цивилној власти до 1990. године.
Но, то се није остварило. Бабангида је постао диктатор, али је силу примењивао само онда када није могао да потплати или игнорише противнике. Најпознатија жртва током његових осам година власти је новинар Деле Гива, убијен пакетом посланим из уреда шефа државе Нигерије.
Показивао је ауторитарне тенденције, а примењивао је мере ММФ-а и Светске банке, тврдећи да ће побољшати стање које су оставили Говонова и Обасанџова администрација. Такође је желео да повећа улогу коју је Нигерија имала у Организацији исламске конференције, иако је тада само 45% Нигеријаца било исламске вероисповести.
С власти је сишао 1993. године, притиснут демонстрацијама народа, јер је поништио резултате избора, на којима је победио Мошуд Абиола, кандидат нигеријске Социјалдемократске партије, који је оформљен када је Бабангида допустио оснивање странака. Напослетку, попустио је под притиском, те је на три месеца препустио власт Ернесту Шонекану, а у позадини је остављен генерал Сани Абача, који је требало да надгледа процес прелаза на демократску власт. Но, како кандидати нису могли да се договоре, Абача је извршио пуч и преузео власт.
Ибрахим Бадамаси Бабангида повукао се из политике, након што је схватио да не може добити демократске изборе за председника.